# Campo e Campinho
Campo e Campinho (llamada oficialmente União das Freguesias de Campo e Campinho) es una freguesia portuguesa del municipio de Reguengos de Monsaraz, distrito de Évora.

## Historia
Fue creada el 28 de enero de 2013 en aplicación de una resolución de la Asamblea de la República de Portugal promulgada el 16 de enero de 2013 con la unión de las freguesias de Campinho y Campo, pasando su sede a estar situada en la antigua freguesia de Campo.

## Demografía
| Gráfica de evolución demográfica de Campo e Campinho entre 2011 y 2021 |
|                                                                        |
| Datos según el nomenclátor publicado por el INE portugués.             |